# Samir Khalil Samir
Samir Khalil Samir SJ (àrab: سمير خليل سمير, Samīr Ḫalīl Samīr) (el Caire, 10 de gener de 1938) és un estudiós de l'islam, orientalista i teòleg catòlic egipci.

## Biografia
Samir va entrar a la Companyia de Jesús a Ais de Provença el 1955 i va començar a estudiar filosofia, teologia i estudis islàmics. Va fer el doctorat sobre un tema sobre teologia catòlica oriental i sobre un tema en estudis islàmics. Va treballar a Birmingham, Anglaterra, i als Països Baixos. Més tard va fundar vint instituts d'ensenyament per a l'alfabetització a Egipte i després va ensenyar durant dotze anys al Pontifici Institut Oriental de Roma. El 1986 es va traslladar al Líban durant la guerra civil, on va ensenyar teologia i estudis islàmics a la Universitat de Saint Joseph (USJ). Al mateix temps, va fundar el centre de recerca i documentació CEDRAC a Beirut, que recull literatura sobre el patrimoni cristià a l'Orient Mitjà. També és professor al Pontifici Institut Oriental de Roma, al Centre Sèvres de Théologie (part de l'Institut Catholique de París), així com a l'Institut Maqasid, a Beirut, on (cas únic al món) instrueix imams sobre cristianisme, i a l'Institut supérieur des sciences religieuses (ISSR) de la USJ, on ensenya temes musulmans. Va ser professor visitant a les universitats de Graz, de Tòquio, al-Azhar i de Georgetown, i al Centre for Muslim-Christian Understanding, a Washington, DC.
El dia 22 El juny de 2009 fou nomenat pel papa Benet XVI consultor de la Secretaria General del Sínode dels Bisbes.
Fins al nomenament del nou rector David Nazar SJ, Samir Khalil Samir fou pro-rector del Pontifici Institut Oriental (PIO) a Roma, d'abril a agost de 2015.

## Obra
Samir és autor de 40 llibres i més de 500 articles. És assessor de nombrosos representants i polítics de l'Església a Europa i l'Orient Mitjà. També va parlar de la vida quotidiana amb joves musulmans a les banlieues parisenques molt abans dels disturbis del 2005.
Les seves principals àrees de treball són: l'Orient cristià, l'islam i la integració dels musulmans a Europa, així com les relacions entre cristians i musulmans. El juliol del 2006 (durant la guerra del Líban) va redactar un pla de pau per a l'Orient Mitjà.

## Llibres
- Samir Khalil Samir, Jørgen S. Nielsen (Hrsg.): Christian Arabic Apologetics during the Abbasid Period (750–1258). Brill, Köln 1993, ISBN 90-04-09568-3.
- Cento domande sull'islam. Intervista a Samir Khalil Samir, a cura di Giorgio Paolucci e Camille Eid. Marietti, Genova 2002, ISBN 88-211-6462-4.
- Rôle culturel des chrétiens dans le monde arabe (= Cahiers de l'Orient chrétien. Band 1). Cedrac, 2003, ZDB-ID 2160964-0 (französisch).
- Cien preguntas sobre el islam, Una entrevista a Samir Khalil Samir, realizada por Giorgio Paolucci y Camille Eid. Ediciones Encuentro, Madrid 2003, ISBN 84-7490-689-X.
- 100 Fragen zum Islam: Warum wir die Muslime nicht fürchten müssen. Interviews mit Giorgio Paolucci und Camille Eid. Sankt Ulrich, Augsburg 2009. ISBN 3-86744-085-9.
- Samir Khalil Samir, Michaela Koller: Muslime und Christen. Geschichte und Perspektiven einer Nachbarschaft. Sankt-Ulrich, Augsburg 2011, ISBN 978-3-86744-180-3.

## Premis
- Humboldt-Forschungspreis, 2005
- Vétéran de la Culture au Liban et dans le Monde Arabe, 2007
- Stephanus-Preis, 2018[5]